# Frank Gorshin
Frank John Gorshin Jr. dit Frank Gorshin, (5 avril 1933 - 17 mai 2005) est un acteur, imitateur et humoriste américain.
Il était peut-être mieux connu en tant qu'imitateur, avec de nombreuses apparitions dans The Ed Sullivan Show et Tonight Starring Steve Allen.
Son rôle le plus célèbre a été le rôle de Sphinx dans la série télévisée Batman ainsi que dans Star Trek.

## Biographie

### Jeunesse
Gorshin est né le 5 avril 1933 à Pittsburgh, en Pennsylvanie. Il est le fils de parents catholiques, Frances, couturière, et Frank Gorshin Sr., ouvrier des chemins de fer,. Il était d'origine slovène. Son père, Frank Sr., était un Américain de nationalité slovène de deuxième génération dont les parents ont émigré de Slovénie en Amérique. Sa mère, Frances ou Fanny, née Prešeren, est arrivée aux États-Unis alors qu'elle était une fillette de Regrča Vas, près de Novo Mesto, la principale ville de la Basse-Carniole, en Slovénie. Ses deux parents étaient actifs dans la communauté slovène de Pittsburgh. Ils ont chanté dans la Société slovène de chant Prešeren, nommée en l'honneur du grand poète slovène France Prešeren.
Dans une interview, Frances a déclaré que son fils, étant le produit d'un foyer slovène, parlait surtout le slovène avant d'aller à l'école. À l'âge de 15 ans, il a occupé un poste à temps partiel en tant qu'installateur de salles de cinéma au Sheridan Square Theatre. Il a mémorisé le maniérisme des stars à l'écran qu'il a vu et a créé un jeu d'imitation. Il était encore au lycée quand il a obtenu son premier emploi rémunéré, qu'il a obtenu en 1951 lors d'un concours de talents à Pittsburgh : un engagement d'une semaine à la discothèque Carousel de Jackie Heller à New York. Ses parents ont insisté pour qu'il accepte le contrat, bien que son frère, âgé de 15 ans, ait été heurté par une voiture et tué deux nuits auparavant.

### Premiers pas
Après avoir obtenu son diplôme de l'école secondaire Peabody, Gorshin a fréquenté la Carnegie Tech School of Drama (maintenant connue sous le nom de Carnegie Mellon University) à Pittsburgh. Quand il n'étudiait pas, il travaillait dans des pièces de théâtre et des boîtes de nuit locales.
En 1953, Gorshin fut enrôlé dans l'United States Army et muté en Allemagne. Il a servi pendant un an et demi comme artiste de spectacle attaché aux « Special Services ». Pendant qu'il était dans l'armée, Gorshin a rencontré Maurice Bergman qui l'a ensuite présenté à l'agent de Hollywood Paul Kohner. L’enregistrement du service militaire de Gorshin a été détruit par la suite lors de l’incendie de 1973 du National Personnel Records Center des États-Unis.

### Carrière
Lorsque Gorshin a quitté l'armée, il est revenu sur scène et, en 1956, il est devenu un acteur de film prolifique. Il est également apparu dans diverses séries télévisées, comme le rôle de Hank Butts, avec Michael Landon dans le rôle de Jim Mason, dans l'épisode « Shadow of Belle Starr » de 1958 de la série western syndiquée Frontier Doctor, mettant en vedette Rex Allen. En 1959, il est apparu dans trois épisodes du rôle de marin Pulaski dans la sitcom / drame militaire CBS de Jackie Cooper, Hennesey. Par la suite, Gorshin a joué un rôle dans le drame policier de ABC, Les Incorruptibles. Il a joué douze fois dans l'émission The Ed Sullivan Show sur le réseau CBS, la première ayant eu lieu le 17 juin 1962. Le 9 février 1964, le soir même de la première apparition des Beatles et de Davy Jones, il est également apparu. En 1965, Gorshin joua un rôle principal dans la série militaire de longue haleine du réseau ABC, Combat ! (Saison 3, épisode 28), dans lequel il jouait le Soldat Gavin, un opérateur de chars qui avait échoué à l'entraînement des opérations de blindés, et le Soldat Wharton, qui s'est approprié l'héroïsme de son ami décédé, mais qui s'est racheté plus tard en sauvant le Sergent Saunders.
Gorshin avait un jeu populaire dans les boîtes de nuit, notamment celles de Las Vegas, où il fut le premier imitateur à faire la une des principales salles de spectacles. Il fut également le premier imitateur en tête d'affiche à la salle Empire Room de l'hôtel Waldorf-Astoria à New York. Parmi ses imitations les plus populaires, citons Burt Lancaster (exagérant les gestes de la main de Lancaster) et Kirk Douglas (exagérant les dents serrées de Douglas), ainsi que Marlon Brando (imitant son strabisme), ainsi que des simulations de ressemblances corporelles et faciales et de parfaites imitations de voix, d'accent, d'inflexions vocales et de maniérismes.
La silhouette mince et athlétique de Gorshin, sa grande bouche et ses yeux pâles sous de forts sourcils étaient les caractéristiques idéales des hommes de main à l'écran. En 1957, il s’endormit au volant de sa voiture après avoir passé trente-neuf heures sans dormir à Pittsburgh et eut un accident. Il se rendait à une audition à Hollywood pour le rôle du quartier-maître Ruby dans L'Odyssée du sous-marin Nerka. Il a eu le crâne fracturé et a passé quatre jours dans le coma. Un journal de Los Angeles a rapporté à tort qu'il avait été tué. Le rôle est allé à Don Rickles. 
En 1962, Gorshin joua le rôle de Billy Roy Fix dans l'épisode « The Fire Dancer » de la série télévisée Empire du réseau NBC, mettant en vedette Richard Egan dans le rôle de l'éleveur Jim Redigo.

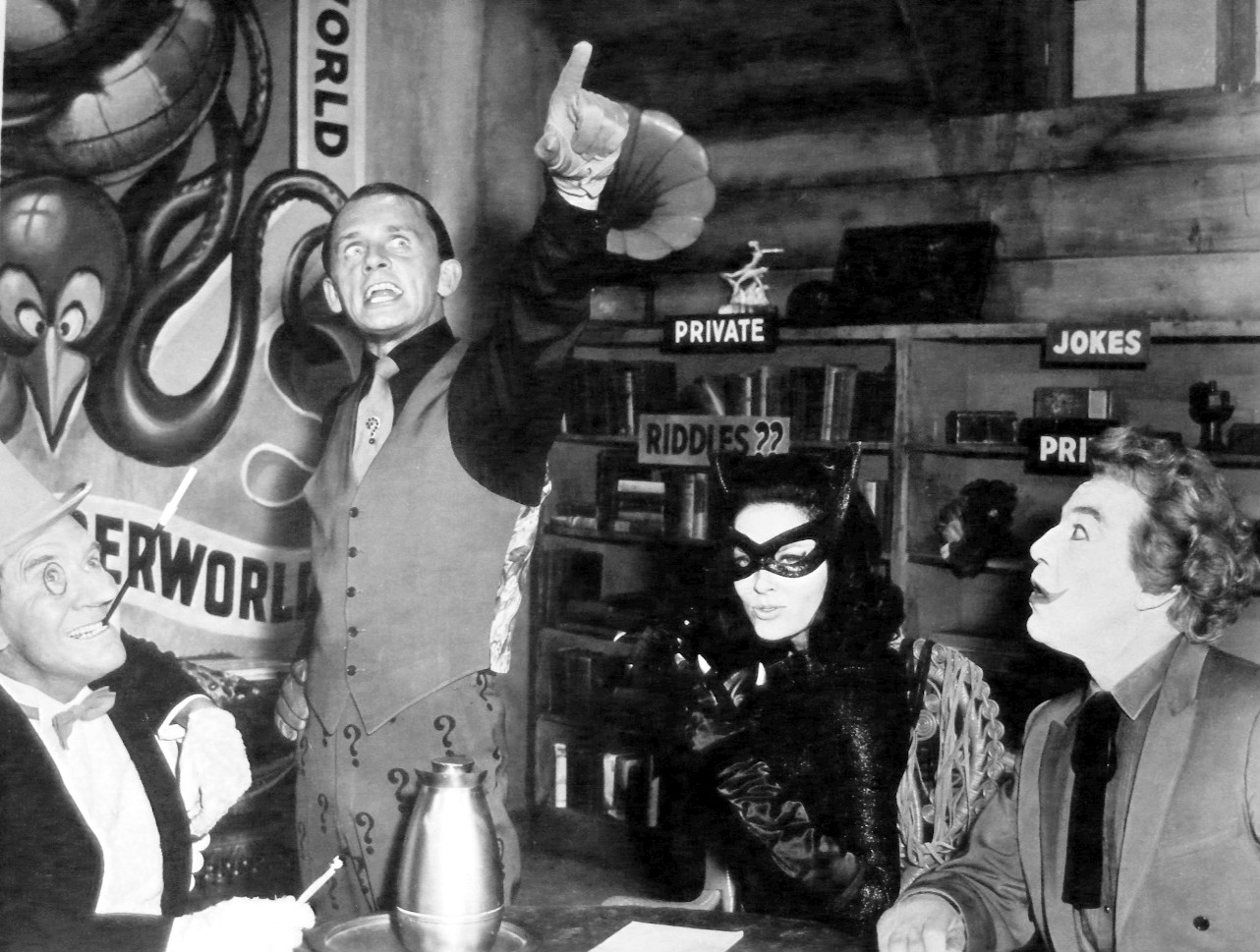
Frank Gorshin (debout) aux côtés de Burgess Meredith, Lee Meriwether et Cesar Romero dans le film Batman, issu de la série du même nom.

Il a été nommé pour un Emmy Award (performance exceptionnelle d'un acteur pour un second rôle dans une comédie) pour son rôle le plus mémorable : le Sphinx (« The Riddler » en anglais) dans la série télévisée Batman de 1966  sur le réseau ABC, mettant en vedette Adam West et Burt Ward. La représentation du personnage par Gorshin incluait un rire aigu et dérangé, inspiré de celui de Tommy Udo (Richard Widmark) dans Le Carrefour de la mort (1947). Il a joué le Sphinx dans dix épisodes de la série ainsi que dans le film, bien que John Astin ait fait une apparition pour le rôle à une occasion où Gorshin n'était pas disponible. Il reprit le rôle dans le film télévisé animé Les Légendes des super-héros de 1979, prêtant sa voix au personnage du Sphinx.
Gorshin a également eu un rôle mémorable dans l'épisode « Let That Be Your Last Battlefield » de Star Trek en 1969 en jouant l'alien bigot mi-blanc, mi-noir de la planète Cheron. Contrairement à la rumeur populaire et à plusieurs articles de presse, Gorshin n'a pas reçu de nomination aux Emmy Awards pour ce rôle. 
Au début des années 1970, Gorshin est apparu au Théâtre de Broadway dans Jimmy (1969) et Blanches colombes et vilains messieurs (1971). Il a fait de nombreuses apparitions en tant que guest-star dans des séries télévisées comme Les Règles du jeu (1969), L'Homme de fer (1974), Hawaï police d'État (1974), Drôles de dames (1977) et Wonder Woman (1977). En 1979, il joue le rôle de l'assassin interplanétaire Seton Kellogg dans un épisode en deux parties de la série télévisée Buck Rogers in the 25th Century intitulé « La Légion Noire (Plot to Kill a City) ».
En 1982, Gorshin interprète le rôle de l'irascible King Gama dans une production télévisée de l'opéra Princess Ida de Gilbert et Sullivan (dans le cadre de la série PBS The Compleat Gilbert and Sullivan) puis dans des représentations live sur d'autres lieux. 
Il apparaît également comme le méchant Dan Wesker dans la minisérie Goliath Awaits (1981) ; et a joué le rôle de Smiley Wilson dans le feuilleton ABC The Edge of Night (1981-1982), où il a utilisé ses talents pour imiter d'autres interprètes de la série. Au cours de cette décennie, il a également joué dans des épisodes des séries L'Homme qui tombe à pic (1984), Arabesque (1988) et Monsters (1989).
Au cours des années 1990, il a joué les rôles d'un caïd de la mafia dans The Meteor Man (1993), le méchant sorcier Brother Septimus dans l'épisode de la saison 3 « L’Histoire de la pierre gravée » de Fais-moi peur ! (1993), a doublé le révérend Jack Cheese dans un épisode de Ren et Stimpy (1995). Il est notamment apparu dans L'Armée des douze singes (1995) de Terry Gilliam en tant que supérieur bourru du psychiatre de Madeleine Stowe.
Dans ses dernières années, Gorshin a imité le comédien George Burns à Broadway dans le one-man show Say Goodnight, Gracie (2002), qui fut nommé pour le Tony Award 2003 de la meilleure pièce théâtrale. Il fut également réuni avec plusieurs de ses collègues de la série Batman dans le téléfilm Dans la grotte de Batman, dans lequel il apparaît dans son propre rôle aux côtés d'Adam West, Burt Ward, Julie Newmar et Lee Merriweather. Gorshin est décédé le jour de la sortie du DVD du téléfilm. Il a interprété le légendaire professeur de la faculté de droit de Harvard, John H. Keynes, dans le drame coréen Love Story in Harvard (2004) et a doublé le méchant Hugo Strange dans trois épisodes de la série animée The Batman de 2005. Il a également doublé les personnages Marius et Lysander dans le jeu vidéo Diablo II.
La dernière apparition à la télévision de Gorshin était dans « Grave Danger », un épisode de la série Les Experts diffusé deux jours après sa mort. L'épisode, réalisé par Quentin Tarantino, était dédié à sa mémoire. Alors qu'il était connu pour ses imitations, son rôle dans Les Experts était lui-même.

### Vie privée
Le 8 avril 1957, Gorshin a épousé Christina Randazzo. Ils ont eu un fils, Mitchell. Ils se séparèrent plus tard, mais restèrent mariés jusqu'à sa mort. 

### Décès
La dernière apparition en direct de Gorshin était une représentation à Memphis de Say Goodnight, Gracie, dans laquelle il jouait George Burns. Il a terminé la représentation et a pris l'avion pour Los Angeles le 25 avril 2005. Après avoir éprouvé de graves difficultés respiratoires pendant le vol, l'équipage lui a administré de l'oxygène d'urgence. Une ambulance attendait l'avion à l'atterrissage et l'a transporté à un hôpital de Burbank, où il est décédé le 17 mai 2005 à l'âge de 72 ans d'un cancer du poumon, suivi de complications dues à un emphysème et d'une pneumonie. Gorshin avait beaucoup fumé durant sa vie d'adulte, consommant jusqu'à cinq paquets de cigarettes par jour. Adam West a déclaré un jour que « Frank pourrait réduire une cigarette en cendres en une seule bouffée ». Lorsqu'il faisait des spectacles, le public était averti de ne pas y assister s'il n'aimait pas la fumée, car l'artiste fumait souvent sur scène.
Il est enterré au cimetière catholique Calvary, dans le quartier d'Hazelwood de Pittsburgh.

## Filmographie

### Cinéma

#### Années 1950
- 1956 : Un magnifique salaud (non crédité)
- 1956 : Hot Rod Girl (en) : Flat Top
- 1956 : Le Temps de la colère (non crédité)
- 1956 : Runaway Daughters : Tommy Burns
- 1957 : Jesse James, le brigand bien-aimé : Charley Ford
- 1957 : Dragstrip Girl : Tommy Burns
- 1957 : Invasion of the Saucer Men : Joe Gruen
- 1957 : Le Délinquant involontaire (non crédité)
- 1957 : Portland Expose : Joe
- 1958 : Tank Battalion : PFC 'Skids' Madigan
- 1958 : La Dernière Torpille (non crédité)
- 1959 : Le Grand Damier (non crédité)
- 1959 : L'Homme aux colts d'or (non crédité)
- 1959 : Millionaire Doctor Joseph Frye : Hal

#### Années 1960
- 1960 : Un numéro du tonnerre : Blake Barton
- 1960 : Blue Jeans 1920 (Studs Lonigan) d'Irving Lerner : Kenny Killarney
- 1960 : Ces folles filles d'Ève : Basil
- 1961 : Le Roi des imposteurs : Barney
- 1961 : Le Cercle de feu : Frank Henderson
- 1961 : The George Raft Story : Moxie Cusack
- 1961 : Sail a Crooked Ship : George M. Wilson
- 1965 : L'Espion aux pattes de velours : Iggy
- 1966 : Batman : Le Sphinx
- 1966 : Marqué au fer rouge (Ride Beyond Vengeance) : Tod Wisdom
- 1968 : Skidoo : L'homme

#### Années 1970
- 1978 : Record City : Chameleon
- 1979 : Death Car on the Freeway : Ralph Chandler

#### Années 1980
- 1981 : Underground Aces : Fred Kruger
- 1981 : Goliath Awaits : Dan Wesker
- 1981 : The Uppercrust : Harry Werner, alias Nash
- 1982 : Treasure Island : Ben Gunn
- 1985 : Hot Resort : Mr. Green
- 1986 : Uphill All the Way : Pike
- 1986 : Hollywood Vice Squad : Walsh
- 1987 : The Gnomes' Great Adventure : Holler/Carlo/Omar/Prince Gusta
- 1989 : Beverly Hills Bodysnatchers : Doc
- 1989 : Midnight
- 1989 : Singapore Harbor

#### Années 1990
- 1992 : Body Trouble : Johnny Zero
- 1992 : The Hollywood Beach Murders  : Zoran
- 1992 : Sweet Justice : Billy Joe Rivas
- 1993 : Amore! : Asino
- 1993 : The Meteor Man : Anthony Beyer
- 1994 : Hail Caesar : Pete Dewitt
- 1994 : The Big Story : Cub Reporter / Éditeur / Older
- 1995 : Mr. Payback: An Interactive Movie : Lui-même
- 1995 : L'Armée des douze singes : Dr. Fletcher
- 1996 : Superior Duck : Daffy Duck & Foghorn Leghorn
- 1997 : Pullet Surprise - Looney Tunes Short : Foghorn Leghorn (voix)
- 1997 : From Hare to Eternity
- 1997 : Bloodmoon : Chief William Hutchins
- 1997 : Le Crépuscule des nymphes de glace : Cain Ball
- 1997 : Threshold
- 1997 : Better Than Ever : Will
- 1997 : After the Game : Benny Walsh
- 1997 : Guy Maddin: Waiting for Twilight
- 1999 : Man of the Century : Roman Navarro
- 1999 : Final Rinse : Chief
- 1999 : Game Day : Sam Segal
- 1999 : The Rules
- 1999 : The Art of Murder (non crédité)
- 1999 : All Shook Up : Shériff Dudston

#### Années 2000
- 2000 : Castlerock : Mack
- 2000 : Luck of the Draw : Sterling Johnson
- 2000 : Beethoven 3 : Oncle Morrie Newton
- 2000 : The Curio Trunk : Harold Belfast
- 2002 : High Times' Potluck : The Slim Man
- 2002 : Manna from Heaven : Ed
- 2003 : Mail Order Bride : Russian Doctor
- 2003 : Dans la grotte de Batman (Return to the Batcave: The Misadventures of Adam and Burt) : Lui-même
- 2004 : Love Story in Harvard : Professor John Keynes
- 2005 : Angels with Angles : George Burns / Shelleen
- 2005 : Firedog
- 2005 : The Best of Frank Gorshin : Lui-même
- 2005 : Buckaro : Juge
- 2006 : The Creature of the Sunny Side Up Trailer Park

### Television
| Year      | Title                                                     | Role                                          | Notes                                                      |
| --------- | --------------------------------------------------------- | --------------------------------------------- | ---------------------------------------------------------- |
| 1956      | Alfred Hitchcock présente                                 | Autograph seeker                              | Episode: "The Decoy"                                       |
| 1957      | Navy Log (en)                                             | Captain Ray Duncan                            | Episode: "Operation Lend Lease Adti: Amscray!"             |
| 1957      | The Restless Gun                                          | Cowboy with Singer                            | Episode: "Duel at Lockwood"                                |
| 1958      | The Silent Service                                        | Torpedoman 1st Class Larkin                   | Episode: "The Thresher Story"                              |
| 1959      | Hennesey                                                  | Seaman Pulaski / Shore Patrol / USN           | 3 episodes                                                 |
| 1959      | The Detectives                                            | Billy McGirth                                 | Episode: "The Streger Affair"                              |
| 1959      | Have Gun - Will Travel                                    | Marty (Bully)                                 | Episode: "Sons of Aaron Murdock"                           |
| 1959      | Frontier Doctor                                           | Hank Butts                                    | Episode: "Shadow of Belle Starr"                           |
| 1960      | Mr. Lucky                                                 | Jerry Musco                                   | Episode:"The Last Laugh"                                   |
| 1961      | The Defenders                                             | Harry Simms                                   | Episode:"The Hundred Lives of Harry Simms"                 |
| 1962      | Insight                                                   | Alessandro Serenelli                          | Episode: "The Killer"                                      |
| 1962      | The Untouchables                                          | Herbie Catcher                                | Episode: "The Pea"                                         |
| 1963      | Combat!                                                   | Pvt. Wharton                                  | Episode: "The Medal"                                       |
| 1963      | Naked City                                                | Alan Starkie                                  | Season 4, Episode 19: "Beyond This Place There Be Dragons" |
| 1964      | The Alfred Hitchcock Hour                                 | Lew Rydell                                    | Episode: "The Second Verdict"                              |
| 1964      | The Regis Philbin Show                                    | Himself                                       | Episode: "Episode #1.23"                                   |
| 1965      | Combat!                                                   | Pvt. Gavin                                    | Episode: "The Hell Machine"                                |
| 1966      | A Man Called Shenandoah                                   | Otto                                          | Episode"The Clown"                                         |
| 1966      | Password All-Stars                                        | Himself (Celebrity Contestant)                | Episode - 11-25-1966                                       |
| 1966      | The Munsters                                              | Fair Deal Dan                                 | Episode: "Herman, the Tire Kicker"                         |
| 1966      | The Roger Miller Show                                     | Himself                                       | Episode: "Episode #1.14"                                   |
| 1966      | The Danny Kaye Show                                       | Himself                                       | Episode: "Episode #4.11"                                   |
| 1966      | The Red Skelton Hour                                      | Nasty McMean                                  | Episode: "What Did You Do in the Dump, Daddy?"             |
| 1966      | The Dean Martin Show (en)                                 | Himself                                       | Episode: "#2.3 & #2.21"                                    |
| 1966      | The Sammy Davis, Jr. Show                                 | Himself                                       | Episode: "Episode #1.11"                                   |
| 1966-1967 | Batman                                                    | The Riddler                                   | 10 Episodes                                                |
| 1967      | Garrison's Gorillas                                       | Dustin                                        | Episode: "Thieves' Holiday"                                |
| 1969      | Star Trek                                                 | Bele                                          | Episode: "Let That Be Your Last Battlefield"               |
| 1969      | The High Chaparral                                        | Stinky Flanagan                               | Episode: "Stinky Flanagan"                                 |
| 1969      | The Movie Game                                            | Himself                                       | Episode: "12-9-1969"                                       |
| 1970      | The Virginian                                             | Dutch Miley                                   | Episode: "Follow the Leader"                               |
| 1970      | Kraft Music Hall                                          | Himself                                       | Episode: "The Kopykats"                                    |
| 1971      | The Interns                                               | Joe Calico                                    | Episode: "The Challenger"                                  |
| 1971      | O'Hara, U.S. Treasury                                     | Little Willie                                 | Episode: "Operation: Bribery"                              |
| 1971      | The Merv Griffin Show                                     | Himself                                       | Episode: "Salute to Horror"                                |
| 1969-1971 | Rowan & Martin's Laugh-In                                 | Himself (Guest Performer)                     | Episodes: "#2.17" & "#5.5"                                 |
| 1971-1972 | The Hollywood Squares                                     | Guest Appearance                              | 5 episodes                                                 |
| 1972      | The ABC Comedy Hour (aka The Kopykats)                    | Himself, regular cast                         | 7 episodes                                                 |
| 1974      | Dr. Simon Locke                                           | Charlie Kreber                                | Episode: "Borrowed Trouble"                                |
| 1974      | Ironside                                                  | Dorian                                        | Episode: "What's New with Mark?"                           |
| 1974      | Movin' On                                                 | Tucker J. Paulsen                             | Episode: "Good for Laughs"                                 |
| 1974      | Hawaii Five-O                                             | Stash                                         | Episode: "Welcome to Our Branch Office"                    |
| 1975      | Sky Heist                                                 | Ben Hardings                                  | TV movie                                                   |
| 1975      | S.W.A.T.                                                  | Johnny Rizi                                   | Episode: "Ordeal"                                          |
| 1975      | Police Woman                                              | David Griffin                                 | Episode: "Glitter with a Bullet"                           |
| 1975      | The Dean Martin Celebrity Roast: Sammy Davis Jr.          | Himself                                       | TV Special                                                 |
| 1975      | The Dean Martin Celebrity Roast: Jackie Gleason           | Himself                                       | TV Special                                                 |
| 1976      | Rudolph's Shiny New Year                                  | Sir 1023 / Quart                              | Voice, TV Movie                                            |
| 1976      | Dinah!                                                    | Himself                                       | episode - Episode #2.138"                                  |
| 1977      | Charlie's Angels                                          | Harry Dana                                    | Episode: "Angels at Sea"                                   |
| 1977      | Wonder Woman                                              | Hoffman / Toyman                              | Episode: "The Deadly Toys"                                 |
| 1978      | Greatest Heroes of the Bible                              | Ocran                                         | Episode: "The Story of Moses: Parts 1 & 2"                 |
| 1979      | Legends of the Superheroes                                | The Riddler                                   | Episode: "The Challenge"                                   |
| 1979      | Death Car on the Freeway                                  | Ralph Chandler                                | TV movie                                                   |
| 1979      | Buck Rogers in the 25th Century                           | Seton Kellogg                                 | Episode: "The Plot to Kill a City: Parts 1 & 2 "           |
| 1981      | Goliath Awaits                                            | Dan Wesker                                    | TV movie                                                   |
| 1982      | Treasure Island                                           | Ben Gunn                                      | TV movie                                                   |
| 1982      | Princess Ida                                              | King Gama                                     | TV movie                                                   |
| 1986      | A Masterpiece of Murder                                   | Pierre Rudin                                  | TV movie                                                   |
| 1988      | Murder, She Wrote                                         | Arnold Goldman                                | Episode: "Mourning Among the Wisterias"                    |
| 1988      | The New Hollywood Squares                                 | Guest Appearance                              | Episode: "5-30-1988"                                       |
| 1988      | The Late Show                                             | Himself                                       | Episode: "4-28-1988"                                       |
| 1990      | Comic Book Collector                                      | Himself                                       | Documentary short                                          |
| 1994      | Are You Afraid of the Dark?                               | Brother Septimus                              | Episode: "The Tale of the Carved Stone"                    |
| 1995      | Lois & Clark: The New Adventures of Superman              | Sharpie Lawyer a.k.a. Kill, Kill, Kill lawyer | Episode: "Whine, Whine, Whine"                             |
| 1995      | The Ren & Stimpy Show                                     | The Reverend Jack Cheese                      | Voice, Episode: "Reverend Jack Cheese"                     |
| 1997      | Johnny Bravo                                              | Barney Stone / Clovy                          | Voice, Episode: "Blarney Buddies"                          |
| 1999      | The Bold and the Beautiful                                | George the homeless man                       | TV Serial                                                  |
| 1999      | VH-1 Where Are They Now?                                  | Himself                                       | TV Series documentary, Episode: "Superheroes"              |
| 2000      | Biography                                                 | Himself                                       | Episode: "Adam West: Behind the Cowl"                      |
| 2001      | Black Scorpion                                            | Benjamin Tickerman / Clockwise                | Episode: "Crime Time"                                      |
| 2003      | The 57th Annual Tony Awards                               | Himself                                       | TV Special                                                 |
| 2003      | Return to the Batcave: The Misadventures of Adam and Burt | Himself                                       | TV Movie                                                   |
| 2004      | Love Story in Harvard                                     | Professor John Keynes                         | TV Movie                                                   |
| 2004      | Biography                                                 | Himself                                       | Episode: "Catwoman: Her Many Lives"                        |
| 2005      | The Batman                                                | Professor Hugo Strange                        | Voice, 3 Episodes                                          |
| 2005      | CSI: Crime Scene Investigation                            | Himself                                       | Episode: "Grave Danger"                                    |
| 2006      | Dr. Vegas                                                 | Edgar Rhodes                                  | Episode: "For Love or Money"                               |
| 2006      | Dreamweaver                                               | Mr. Rem                                       | TV movie, (final film role)                                |

#### Années 1980
- 1982 : Princess Ida : Roi Gama